# とつげき!マッキーバー
『とつげき! マッキーバー』（原題：Mckeever & the Colonel）は、1962年から1963年にかけてNBCで放送されたテレビドラマ。日本では1963年1月5日から6月29日フジテレビにて全26話が放送された。富士重工（現：SUBARU）の一社提供。放送時間は毎週土曜19:30 - 20:00。フォー・スター・プロ制作、白黒テレビ作品で30分。
私立ウェストフィールド陸軍幼年学校を舞台に、マッキーバー少年が学校関係者を相手に繰り広げる騒動を描いたシチュエーション・コメディ。

## 出演者

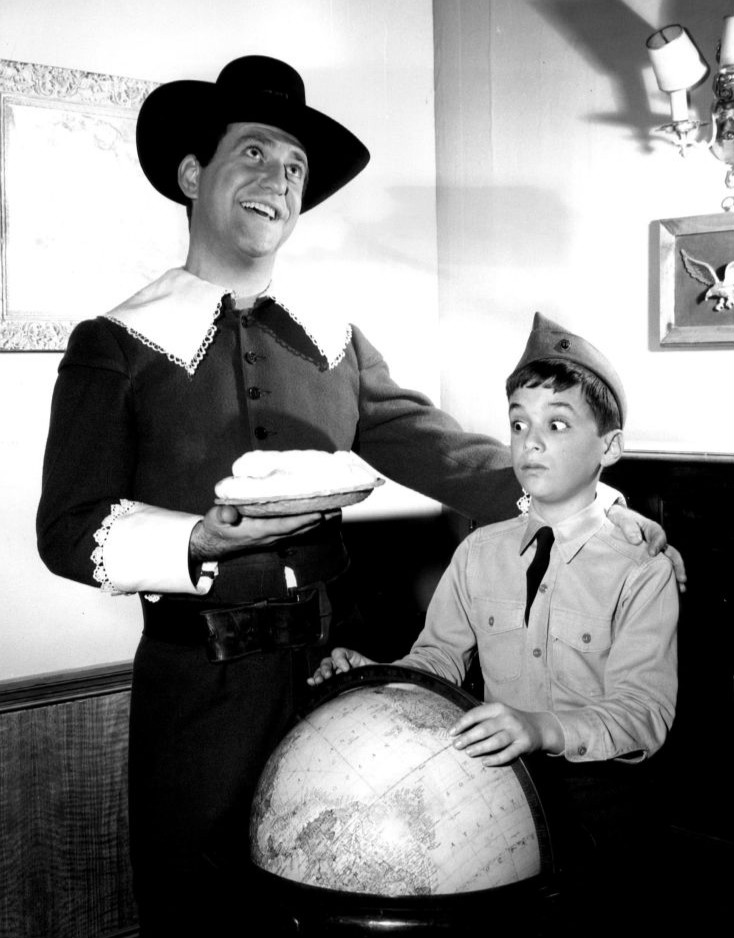
主人公マッキーバー（右）と、ゲスト俳優であるスーピー・セイルズ（左）

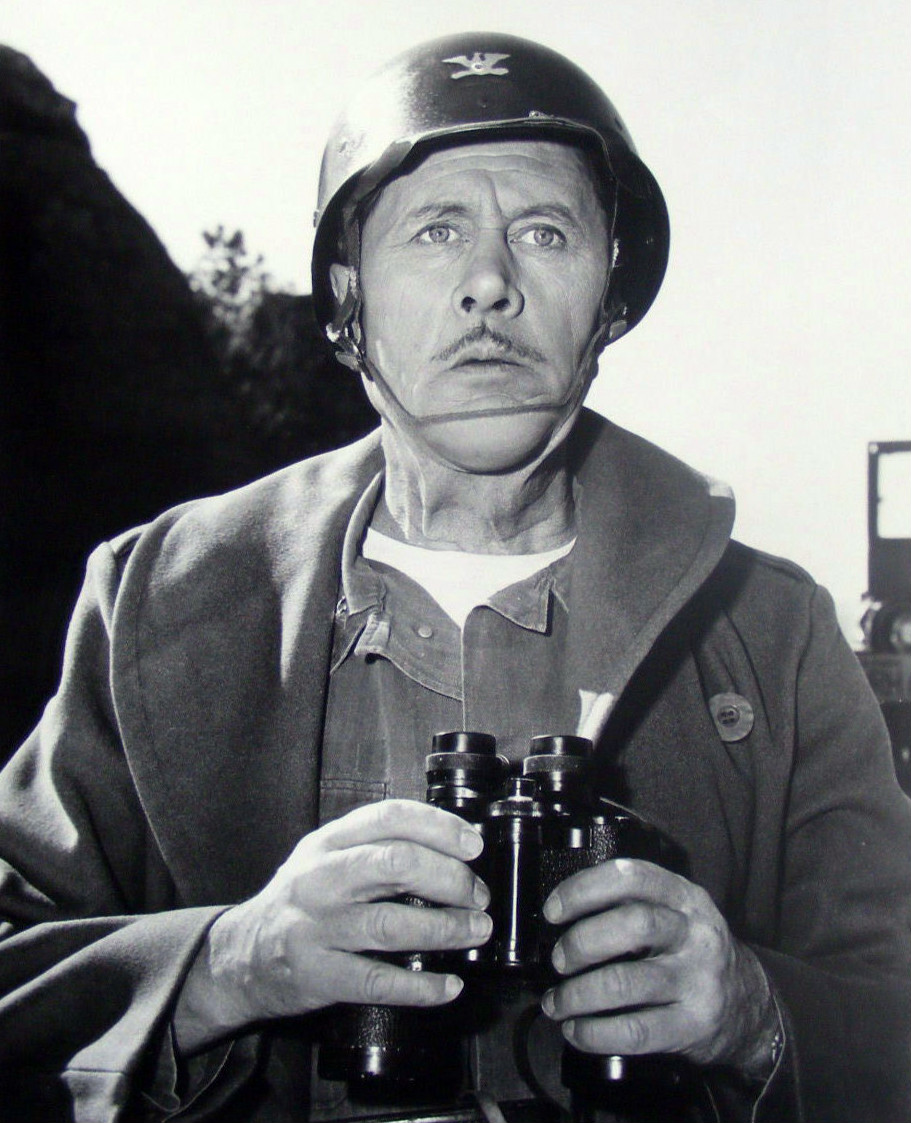
アーリン・ジョスリン演じるハーベイ・ブラックウェル将軍

マッキーバー (キャデット・ゲイリー・マッキーバー)
演 - スコット・レーン / 日本語吹き替え - 田上和枝
主人公である、ウェストフィールド陸軍幼年学校の児童。悪戯好きで、教官を含む学校関係者を標的にしたものが多い。
ハーベイ・ブラックウェル将軍
演 - アーリン・ジョスリン
バーンズ軍曹
演 - ジャッキー・クーガン / 日本語吹き替え - 大塚周夫
モンク
演 - ジョニー・エイメン（Johnny Eimen） / 日本語吹き替え - 朝井良江

## サブタイトル
1. General McKeever
2. The Army Mule
3. TV or Not TV
4. Straight and Narrow
5. The Mascot
6. The Cookie Crumbles
7. By the Book
8. The Bugle Sounds
9. Blackwell's Stand
10. McKeever and the Celestial Bells
11. Hair on Glove
12. Hair Today, Gone Tomorrow
13. Happy Birthday, Colonel
14. For Dear Old Westfield
15. Too Many Sergeants
16. McKeever's Astronaut
17. The Neighbor
18. Love Comes to Westfield
19. The Big Charade
20. The Old Grad
21. All Quiet on the Westfield Front
22. Feat of Clay
23. Make Room for Mother
24. Project Walkie Talkie
25. Blackwell, the Retread
26. McKeever Meets Munroe